# 폴라 (소셜 네트워크 서비스)
폴라(PHOLAR)는 네이버에서 개발한 소셜 네트워크 서비스이다.

## 로그인
로그인은 네이버 로그인과 페이스북 로그인을 지원한다.

## 같이 보기
- 네이버
  - 네이버 (기업)
- 미투데이
- 트위터
- 인스타그램